# شرك (إسلام)
الشِّرْكُ باللَّه، مصطلح إسلامي يشير إلى جعل شَريكٍ لله في العبادة والمُلك. ويعتبر الإسلام الشِّركَ باللهِ أكبرَ الكبائر، ويسمى صاحبه مشركًا. والشرك والكفر قد يُطلقان بمعنى واحد وهو الكفر بالله أي: التكذيب والجحود بالله، وقد يُفرَّق بينهما فيُخَص الشرك بعبادة الأوثان أو النجوم وغيرها من المخلوقات مع اعترافهم بالله، فيكون الكفر أعم من الشرك.

## تعريف الشرك
- معنى الشرك لغة:

قال ابن فارس: "الشين والراء والكاف أصلان، أحدهما يدلّ على مقارنة وخلافِ انفرادٍ، والآخر يدلّ على امتداد واستقامة.
فالأول: الشركة، وهو أن يكون الشيء بين اثنين لا ينفرد به أحدهما، يقال: شاركت فلاناً في الشيء إذا صرت شريكَه، وأشركت فلاناً إذا جعلته شريكاً لك".
وقال الجوهري: «الشريك يجمع على شركاء وأشراك، وشاركت فلاناً صرت شريكه، واشتركنا وتشاركنا في كذا، وشركته في البيع والميراث أشركه شركة، والاسم: الشرك».
وقال أيضاً: «والشرك أيضاً الكفر، وقد أشرك فلان بالله فهو مشرك ومشركيّ».
وقال الفيروز آبادي: «الشِّرك والشُركة بكسرهما وضم الثاني بمعنى، وقد اشتركا وتشاركا وشارك أحدهما الآخر، والشِّرك بالكسر وكأمير: المشارك، والجمع أشراك وشركاء».
- معنى الشرك شرعاً:

قال ابن سعدي: «حقيقة الشرك أن يُعبَد المخلوق كما يعبَد الله، أو يعظَّم كما يعظَّم الله، أو يصرَف له نوع من خصائص الربوبية والإلوهية».
وقال الدهلوي: «إن الشرك لا يتوقّف على أن يعدِل الإنسان أحداً بالله، ويساوي بينهما بلا فرق، بل إن حقيقة الشرك أن يأتي الإنسان بخلال وأعمال ـ خصها الله تعالى بذاته العلية، وجعلها شعاراً للعبودية ـ لأحد من الناس، كالسجود لأحد، والذبح باسمه، والنذر له، والاستعانة به في الشدة، والاعتقاد أنه ناظر في كل مكان، وإثبات التصرف له، كل ذلك يثبت به الشرك ويصبح به الإنسان مشركاً».
- الفرق بين الشرك والكفر:

1. أما من حيث اللغة فإن الشرك بمعنى المقارنة، أي: أن يكون الشيء بين اثنين لا ينفرد به أحدهما. أما الكفر فهو بمعنى الستر والتغطية.
قال ابن فارس: «الكاف والفاء والراء أصل صحيح يدل على معنى واحد، وهو الستر والتغطية»، إلى أن قال: «والكفر ضد الإيمان، سُمّي لأنه تغطية الحق، وكذلك كفران النعمة جحودها وسترها».
2. وأما من حيث الاستعمال الشرعي فقد يطلقان بمعنى واحد، قال الله تعالى: ﴿وَدَخَلَ جَنَّتَهُ وَهُوَ ظَالِمٌ لِنَفْسِهِ قَالَ مَا أَظُنُّ أَنْ تَبِيدَ هَذِهِ أَبَدًا ۝٣٥ وَمَا أَظُنُّ السَّاعَةَ قَائِمَةً وَلَئِنْ رُدِدْتُ إِلَى رَبِّي لَأَجِدَنَّ خَيْرًا مِنْهَا مُنْقَلَبًا ۝٣٦ قَالَ لَهُ صَاحِبُهُ وَهُوَ يُحَاوِرُهُ أَكَفَرْتَ بِالَّذِي خَلَقَكَ مِنْ تُرَابٍ ثُمَّ مِنْ نُطْفَةٍ ثُمَّ سَوَّاكَ رَجُلًا ۝٣٧ لَكِنَّا هُوَ اللَّهُ رَبِّي وَلَا أُشْرِكُ بِرَبِّي أَحَدًا ۝٣٨﴾.
وقد يفرق بينهما، قال النووي: «الشرك والكفر قد يطلقان بمعنى واحد وهو الكفر بالله تعالى، وقد يفرق بينهما فيخص الشرك بعبادة الأوثان وغيرها من المخلوقات مع اعترافهم بالله تعالى ككفار قريش، فيكون الكفر أعم من الشرك».

## التحذير من الشرك
ورد التحذير من الشرك في كثير من آيات القرآن والسنة عند المسلمين، منها:
- قرآن: «إِنَّ اللَّهَ لا يَغْفِرُ أَنْ يُشْرَكَ بِهِ وَيَغْفِرُ مَا دُونَ ذَلِكَ لِمَنْ يَشَاءُ»
- قرآن: «إِنَّ الشِّرْكَ لَظُلْمٌ عَظِيمٌ»
- قرآن: «إِنَّهُ مَنْ يُشْرِكْ بِاللَّهِ فَقَدْ حَرَّمَ اللَّهُ عَلَيْهِ الْجَنَّةَ وَمَأْوَاهُ النَّارُ»
- قول النبي محمد: (ألا أنبئكم بأكبر الكبائر؟ قالوا: بلى يا رسول الله، قال: الإشراك بالله..).[10]

## أنواع الشرك
قسّم بعض علماء المسلمين الشرك إلى نوعين:

### شرك أكبر
وهو صرف العبادة كليًا لغير الله، أو اعتقاد صفات الأولوهية والربوبية بشيء غير الله. وهذا النوع مخرج عن ملة الإسلام، صاحبه مخلد في النار إن مات على ذلك ولم يتب.

### الشرك الأصغر
هو نوع من أنواع الشرك، والذي لا يصل إلى الشرك الأكبر، ولكنه قد يؤدي إلى حدوث الشرك الأكبر، فالشرك الأصغر لا ينكر توحيد الله عز وجل والالتزام بشرائعه، وهو يعتبر من أكبر الذنوب بعد الشرك الأكبر، لكنه لا يخرج صاحبه من ملة الإسلام، ولا يخلد صاحبه في النار إن دخلها، ولا يحبط العمل إلا الأعمال غير الخالصة لوجه الله تعالى، ولا يبيح الدم أو المال، ويعامل معاملة المسلمين عند الممات.

## أنواع الشرك الأصغر
- الشرك الأصغر في القلب، وهنالك العديد من الأمثلة التي تبين هذا النوع والتي لها علاقة بصدق النية اتجاه الخالق، مثل:
  - الرياء: وهو أن يفعل الإنسان الأعمال الحسنة أو أن يقول القول الحسن من أجل الناس وليس من أجل الثواب من الله تعالى، كأن يتصدق المسلم على الفقراء من أجل أن يقول الناس عنه بأنه كريم معطاء لا من أجل أن يرضي الله تعالى وينال ثوابه، أو أن يتحدث إلى الناس بشكل جيد ليقولوا بأنه مثقف أو عالم، لا من أجل أن يفيدهم بنية صادقة لله تعالى، والرياء حرام شرعاً ويعاقب فاعله أشد العقاب، وهو يبطل الأعمال التي يقوم بها الشخص والتي يقصد بها مراءاة الناس، فلا بد للمسلم أن يبتعد عن الرياء ويتجنبه بكل أعماله وأقواله، وذلك بأن يخلص النية لله وحده، وسيستطيع ذلك من خلال تقربه لله تعالى وتقوية إيمانه، وأن يزيد من معرفته بكافة الشرائع، ويكثر من ذكر الله وطلب مغفرته والإعاذة من الشيطان الرجيم، وأن يتذكر عقوبة المرائي، ويقوم بإخفاء العبادات المستحبة عن الناس، وأن يتذكر بأن تكون نيته خالصة لله تعالى قبل الإقدام على أي عمل.
  - العبادة من أجل كسب الدنيا: أي بأن يقوم المسلم بأداء كافة العبادات حتى ينال الخير بالدنيا متناسياً أجر وثواب الآخرة، كأن يتصدق من أجل أن يرزقه الله المزيد من الأموال دون أن يذكر الثواب العظيم في الآخرة، وهذا الأمر لن يبطل ما قام به من عبادات وأعمال صالحة، ولكنه سيقلل من شأن تلك الأعمال بالآخرة بحسب نيته.
  - الاعتماد عن الأسباب وعدم الاعتماد على الله، كأن يعتمد برزقه على التجارة وحدها دون ذكر الله والاعتماد عليه والتوكل عليه، أو أن يطلب من غيره بأن يدعوا له بالصلاح والجنة، فيجب على المسلم أن يتكل على الله بكل أمر بشكل أولي ومن ثم يأخذ بالأسباب، وفي حال اعتمد المسلم على الأسباب بالاعتقاد التام بأنها ستنفعه من دون الله فهو بهذا وقع بالشرك الأكبر، وإن اعتمد على الأسباب وهو معتقد بأن الله تعالى هو النافع والضار فهو بهذا قد وقع بالشرك الأصغر.
  - التطير: بحيث يتشاءم الشخص من أمر معين، كأن يتشاءم من الغراب أو يوم معين، وهذا الأمر محرم شرعاً ويُعتبر شركاً أصغر.
  - التكبر: وهو بأن يستعظم المسلم نفسه وما يقوم به من الأعمال، وينسبها لنفسه دون ذكر الله تعالى وشكره على هذه النعم.
- الشرك الأصغر في الأفعال، وهي لها علاقة بما يقوم به المسلم من أفعال، مثل:
- الشرك الأصغر بالأقوال، بأن يقول المسلم أمور غير مشروعة، مثل:
  - التلفظ بألفاظ تضع الخلق والله بالمكانة نفسها، كأن يضع بين اسم شخص وبين الله واو العطف.
  - سب الدهر، أو أي شيء خلقه الله تعالى كالسماء والرياح والأمطار، والتحسر على الأمور باستخدام لفظ «لو».
- الشرك الأصغر بالاستسقاء بالنجوم، بأن يطلب المسلم من النجم أن يفعل له شيء، أو أن ينسب أي شيء للنجوم، كسقوط المطر مثلاً.
- شرك أصغر: وهو الرياء، يقول شداد بن أوس: «كنا نعد على عهد رسول الله صلى الله عليه وسلم الشرك الأصغر الرياء».[11] وهذا النوع غير مخرج من الملة، وإن كان محبطًا لثواب العمل المراءى فيه.

## التوبة من الشرك
تجب التوبة من جميع أنواع الشرك سواء كان شركاً أكبر أم شركاً أصغر ، وإذا تاب العبد توبة نصوحاً فإن الله تعالى يقبل توبته ، ويغفر له ذنوبه .قال الله بعد ذكر الشرك: ( والذين لا يدعون مع الله إلها آخر ) وذكر خلود أهله في النار قال عز وجل: ( إلا من تاب وآمن وعمل عملاً صالحاً فأولئك يبدل الله سيئاتهم حسنات وكان الله غفوراً رحيماً ) الفرقان / 68-70 ، والتوبة من الشرك تكون:
- بالإقلاع عنه.
- والإسلام لله وحده.
- والندم على تفريط العبد في حق الله.
- والعزم على عدم العودة إليه أبداً ، قال تعالى: ( قل للذين كفروا أن ينتهوا يغفر لهم ما قد سلف ) الأنفال / 38 .[12]